# Karoline Bjerkeli Grøvdal
Karoline Bjerkeli Grøvdal, född 14 juni 1990, är en norsk friidrottare som främst tävlar i långdistanslöpning.

## Karriär
Vid europamästerskapen i friidrott 2016 tog hon brons på 10 000 meter. Vid europamästerskapen i friidrott 2018 tog hon brons på 3 000 meter hinder. Vid europamästerskapen i friidrott 2024 tog hon silver på 5 000 meter och guld på halvmaraton.